# Liste der Lieder von Ghost

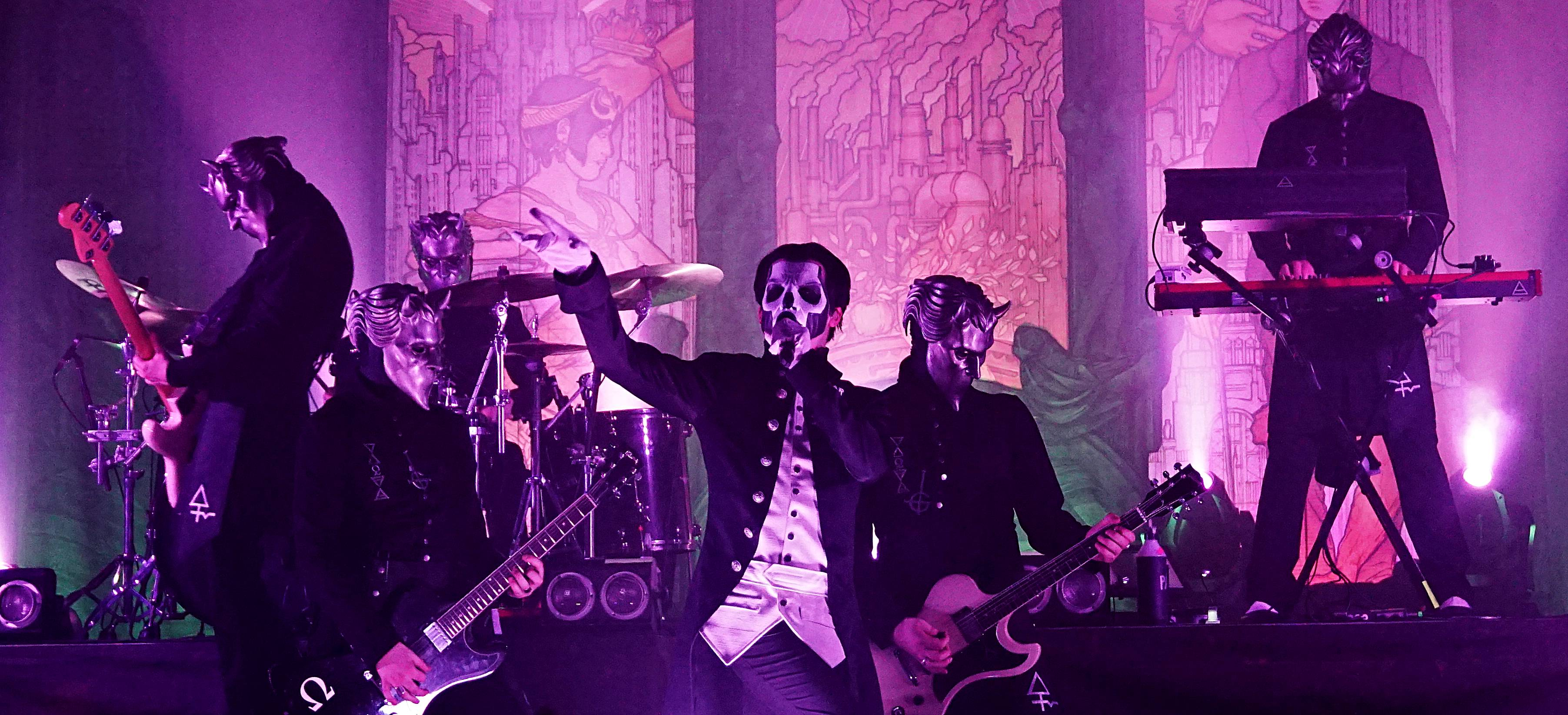
Ghost live 2015

Dies ist eine Liste der Lieder der schwedische Heavy-Metal-Band Ghost. Die Liste ist alphabetisch sortiert.

## Legende
- Titel: Nennt den Namen des Liedes. Coverversionen sind blau unterlegt. Die Originalinterpreten werden darunter genannt. Instrumentale sind grün unterlegt.
- Autoren: Nennt die Autoren des Liedes.
- Album: Nennt das Album, auf dem das Lied erschien. Bei orange markierten Titeln handelt es sich um Bonustracks, die nicht auf allen Versionen des Albums vertreten sind. Titel von Singles sind gelb markiert.
- Jahr: Nennt das Veröffentlichungsjahr.

## Die Lieder

### A
| # | Titel                     | Autoren                                   | Album     | Jahr |
| - | ------------------------- | ----------------------------------------- | --------- | ---- |
| 1 | Absolution                | Tobias Forge, Klas Åhlund, Martin Persner | Meliora   | 2015 |
| 2 | Ashes                     | Tobias Forge                              | Prequelle | 2018 |
| 3 | Avalanche (Leonard Cohen) | Leonard Cohen                             | Prequelle | 2018 |

### B
| # | Titel            | Autoren                                                 | Album         | Jahr |
| - | ---------------- | ------------------------------------------------------- | ------------- | ---- |
| 1 | Bible (Imperiet) | Christian Falk, Fred Asp, Joakim Thåström, Per Hägglund | Popestar      | 2016 |
| 2 | Bite of Passage  | Tobias Forge                                            | Impera        | 2022 |
| 3 | Body and Blood   | Tobias Forge, Martin Persner                            | Infestissumam | 2013 |

### C
| # | Titel                      | Autoren                                            | Album             | Jahr |
| - | -------------------------- | -------------------------------------------------- | ----------------- | ---- |
| 1 | Call Me Little Sunshine    | Tobias Forge, Max Grahn                            | Impera            | 2022 |
| 2 | Cenotaph                   | Tobias Forge, Max Grahn                            | Skeletá           | 2025 |
| 3 | Cirice                     | Tobias Forge, Klas Åhlund                          | Meliora           | 2015 |
| 4 | Con Clavi Con Dio          | Tobias Forge                                       | Opus Eponymous    | 2010 |
| 5 | Crucified (Army of Lovers) | Alexander Bard, Anders Wollbeck, Jean-Pierre Barda | If You Have Ghost | 2013 |

### D
| # | Titel                            | Autoren                                           | Album          | Jahr |
| - | -------------------------------- | ------------------------------------------------- | -------------- | ---- |
| 1 | Dance Macabre                    | Tobias Forge, Salem Al Fakir, Vincent Pontare     | Prequelle      | 2018 |
| 2 | Darkness at the Heart of My Love | Tobias Forge, Salem Al Fakir, Vincent Pontare     | Impera         | 2022 |
| 3 | Death Knell                      | Tobias Forge                                      | Opus Eponymous | 2010 |
| 4 | De Profundis Borealis            | Tobias Forge, Max Grahn                           | Skeletá        | 2025 |
| 5 | Depths of Satan’s Eyes           | Tobias Forge                                      | Infestissumam  | 2013 |
| 6 | Deus Culpa                       | Tobias Forge                                      | Opus Eponymous | 2010 |
| 7 | Deus in Absentia                 | Tobias Forge, Klas Åhlund, Johan Ingvar Lindström | Meliora        | 2015 |
| 8 | Devil Church                     | Tobias Forge                                      | Meliora        | 2015 |
| 9 | Dominion                         | Tobias Forge, Salem Al Fakir, Vincent Pontare     | Impera         | 2022 |

### E
| # | Titel                     | Autoren                                   | Album                   | Jahr |
| - | ------------------------- | ----------------------------------------- | ----------------------- | ---- |
| 1 | Elizabeth                 | Tobias Forge                              | Opus Eponymous          | 2010 |
| 2 | Enter Sandman (Metallica) | James Hetfield, Lars Ulrich, Kirk Hammett | The Metallica Blacklist | 2021 |
| 3 | Excelsis                  | Tobias Forge, Max Grahn                   | Skeletá                 | 2025 |

### F
| # | Titel                        | Autoren                                   | Album                                                   | Jahr |
| - | ---------------------------- | ----------------------------------------- | ------------------------------------------------------- | ---- |
| 1 | Faith                        | Tobias Forge, Tom Dalgety                 | Prequelle                                               | 2018 |
| 2 | From the Pinnacle to the Pit | Tobias Forge, Klas Åhlund, Martin Persner | Meliora                                                 | 2015 |
| 3 | The Future Is a Foreign Land | Tobias Forge                              | Rite Here Rite Now (Original Motion Picture Soundtrack) | 2024 |

### G
| # | Titel                 | Autoren                                   | Album          | Jahr |
| - | --------------------- | ----------------------------------------- | -------------- | ---- |
| 1 | Genesis               | Tobias Forge                              | Opus Eponymous | 2010 |
| 2 | Ghuleh / Zombie Queen | Tobias Forge                              | Infestissumam  | 2013 |
| 3 | Griftwood             | Tobias Forge, Peter Svensson, Klas Ahlund | Impera         | 2022 |
| 4 | Guiding Lights        | Tobias Forge, Max Grahn                   | Skeletá        | 2025 |

### H
| # | Titel                            | Autoren                                   | Album           | Jahr |
| - | -------------------------------- | ----------------------------------------- | --------------- | ---- |
| 1 | Hanging Around (The Stranglers)  | Hugh Cornwell                             | Phantomime      | 2023 |
| 2 | He Is                            | Tobias Forge, Klas Åhlund, Martin Persner | Meliora         | 2015 |
| 3 | Helvetesfönster                  | Tobias Forge                              | Prequelle       | 2018 |
| 4 | Here Comes the Sun (The Beatles) | George Harrison                           | Opus Eponymous  | 2010 |
| 5 | Hunter’s Moon                    | Tobias Forge, Max Grahn                   | Halloween Kills | 2021 |

### I
| # | Titel                              | Autoren                          | Album             | Jahr |
| - | ---------------------------------- | -------------------------------- | ----------------- | ---- |
| 1 | I Believe (Simian Mobile Disco)    | Jas Shaw, Simon Lord, James Ford | Popestar          | 2016 |
| 2 | Idolatrine                         | Tobias Forge                     | Infestissumam     | 2013 |
| 3 | If You Have Ghosts (Roky Erickson) | Roky Erickson                    | If You Have Ghost | 2013 |
| 4 | I’m a Marionette (ABBA)            | Benny Andersson, Björn Ulvaeus   | If You Have Ghost | 2013 |
| 5 | Imperium                           | Tobias Forge                     | Impera            | 2022 |
| 6 | Infestissumam                      | Tobias Forge                     | Infestissumam     | 2013 |
| 7 | It’s a Sin (Pet Shop Boys)         | Neil Tennant, Chris Lowe         | Prequelle         | 2018 |

### J
| # | Titel                       | Autoren                                   | Album         | Jahr |
| - | --------------------------- | ----------------------------------------- | ------------- | ---- |
| 1 | Jesus He Knows Me (Genesis) | Tony Banks, Phil Collins, Mike Rutherford | Phantomime    | 2023 |
| 2 | Jigolo Har Megiddo          | Tobias Forge                              | Infestissumam | 2013 |

### K
| # | Titel            | Autoren                                       | Album                         | Jahr |
| - | ---------------- | --------------------------------------------- | ----------------------------- | ---- |
| 1 | Kaisarion        | Tobias Forge, Joakim Berg                     | Impera                        | 2022 |
| 2 | Kiss the Go-Goat | Tobias Forge, Salem Al Fakir, Vincent Pontare | Seven Inches of Satanic Panic | 2019 |

### L
| # | Titel          | Autoren                                       | Album         | Jahr |
| - | -------------- | --------------------------------------------- | ------------- | ---- |
| 1 | Lachryma       | Tobias Forge, Max Grahn                       | Skeletá       | 2025 |
| 2 | La Mantra Mori | Tobias Forge                                  | Infestissumam | 2013 |
| 3 | Life Eternal   | Tobias Forge, Salem Al Fakir, Vincent Pontare | Prequelle     | 2018 |

### M
| # | Titel                       | Autoren                                                     | Album                         | Jahr |
| - | --------------------------- | ----------------------------------------------------------- | ----------------------------- | ---- |
| 1 | Majesty                     | Tobias Forge, Martin Persner                                | Meliora                       | 2015 |
| 2 | Marks of the Evil One       | Tobias Forge                                                | Skeletá                       | 2025 |
| 3 | Mary on a Cross             | Tobias Forge, Salem Al Fakir, Vincent Pontare               | Seven Inches of Satanic Panic | 2019 |
| 4 | Miasma                      | Tobias Forge                                                | Prequelle                     | 2018 |
| 5 | Missilia Amori              | Tobias Forge                                                | Skeletá                       | 2025 |
| 6 | Missionary Man (Eurythmics) | Annie Lennox, David A. Stewart                              | Popestar                      | 2016 |
| 7 | Monstrance Clock            | Tobias Forge, Martin Persner                                | Infestissumam                 | 2013 |
| 8 | Mummy Dust                  | Tobias Forge, Klas Åhlund, Martin Persner, Gustaf Lindström | Meliora                       | 2015 |

### N
| # | Titel                              | Autoren                                                      | Album    | Jahr |
| - | ---------------------------------- | ------------------------------------------------------------ | -------- | ---- |
| 1 | Nocturnal Me (Echo & the Bunnymen) | Pete de Freitas, Les Pettinson, Will Sergeant, Ian McCulloch | Popestar | 2016 |

### P
| # | Titel                              | Autoren                                                    | Album          | Jahr |
| - | ---------------------------------- | ---------------------------------------------------------- | -------------- | ---- |
| 1 | Peacefield                         | Tobias Forge, Salem Al Fakir, Vincent Pontare              | Skeletá        | 2025 |
| 2 | Per Aspera ad Inferi               | Tobias Forge                                               | Infestissumam  | 2013 |
| 3 | Phantom of the Opera (Iron Maiden) | Steve Harris                                               | Phantomime     | 2023 |
| 4 | Prime Mover                        | Tobias Forge                                               | Opus Eponymous | 2010 |
| 5 | Pro Memoria                        | Tobias Forge, Jesse Saint John, Niclas Frisk, Sarah Hudson | Prequelle      | 2018 |

### R
| # | Titel                       | Autoren                   | Album          | Jahr |
| - | --------------------------- | ------------------------- | -------------- | ---- |
| 1 | Rats                        | Tobias Forge, Tom Dalgety | Prequelle      | 2018 |
| 2 | Respite on the Spitalfields | Tobias Forge, Joakim Berg | Impera         | 2022 |
| 3 | Ritual                      | Tobias Forge              | Opus Eponymous | 2010 |

### S
| #  | Titel                    | Autoren                                       | Album          | Jahr |
| -- | ------------------------ | --------------------------------------------- | -------------- | ---- |
| 1  | Satanized                | Tobias Forge, Vincent Pontare, Salem Al Fakir | Skeletá        | 2025 |
| 2  | Satan Prayer             | Tobias Forge                                  | Opus Eponymous | 2010 |
| 3  | Secular Haze             | Tobias Forge                                  | Infestissumam  | 2013 |
| 4  | See No Evil (Television) | Tom Verlaine                                  | Phantomime     | 2023 |
| 5  | See the Light            | Tobias Forge, Tom Dalgety, Dimitri Tikovoï    | Prequelle      | 2018 |
| 6  | Spillways                | Tobias Forge, Salim Al Fakir, Vincent Pontare | Impera         | 2022 |
| 7  | Spirit                   | Tobias Forge, Martin Persner                  | Meliora        | 2015 |
| 8  | Spöksonat                | Tobias Forge, Klas Åhlund                     | Meliora        | 2015 |
| 9  | Square Hammer            | Tobias Forge                                  | Popestar       | 2016 |
| 10 | Stand by Him             | Tobias Forge                                  | Opus Eponymous | 2010 |

### T
| # | Titel    | Autoren                                       | Album  | Jahr |
| - | -------- | --------------------------------------------- | ------ | ---- |
| 1 | Twenties | Tobias Forge, Salem Al Fakir, Vincent Pontare | Impera | 2022 |

### U
| # | Titel | Autoren                 | Album   | Jahr |
| - | ----- | ----------------------- | ------- | ---- |
| 1 | Umbra | Tobias Forge, Max Grahn | Skeletá | 2025 |

### W
| # | Titel                                    | Autoren                                       | Album             | Jahr |
| - | ---------------------------------------- | --------------------------------------------- | ----------------- | ---- |
| 1 | Waiting for the Night (Depeche Mode)     | Martin Gore                                   | If You Have Ghost | 2013 |
| 2 | Watcher in the Sky                       | Tobias Forge, Salem Al Fakir, Vincent Pontare | Impera            | 2022 |
| 3 | We Don’t Need Another Hero (Tina Turner) | Terry Britten, Graham Lyle                    | Phantomime        | 2023 |
| 4 | Witch Image                              | Tobias Forge, Suzy Shinn, Tom Dalgety         | Prequelle         | 2018 |

### Y
| # | Titel     | Autoren                      | Album         | Jahr |
| - | --------- | ---------------------------- | ------------- | ---- |
| 1 | Year Zero | Tobias Forge, Martin Persner | Infestissumam | 2013 |

### Z
| # | Titel  | Autoren                                   | Album   | Jahr |
| - | ------ | ----------------------------------------- | ------- | ---- |
| 1 | Zenith | Tobias Forge, Klas Åhlund, Martin Persner | Meliora | 2015 |